# 东湖街道 (兴仁市)
东湖街道，是中华人民共和国贵州省黔西南布依族苗族自治州兴仁市下辖的一个街道办事处。
2015年1月21日，贵州省人民政府批复同意兴仁县乡镇行政区划调整，新设置的东湖街道辖原东湖街道黄金社区（除城南街道管辖部分外）、东湖社区、陆关居委会、瓦窑寨村、五峰村、坪上村和原民建乡三帽坡村、新房子村及原巴铃镇西洋村，办事处驻东湖社区。

## 行政区划
东湖街道下辖以下地区：
东湖社区、黄金社区、陆关社区、瓦窖寨村、五峰村、坪上村、西洋村、三帽坡村和新房子村。